# Paramyioides perlucida
Paramyioides perlucida är en tvåvingeart som beskrevs av Papp 2001. Paramyioides perlucida ingår i släktet Paramyioides och familjen sprickflugor.
Artens utbredningsområde är Taiwan. Inga underarter finns listade i Catalogue of Life.